# Incontri ufficiali della nazionale maschile di calcio della Spagna dal 1920 al 1970
Questa è la cronologia completa delle partite della nazionale di calcio della Spagna dal 1920 al 1970.

## Partite dal 1920 al 1930
| Cronologia completa delle presenze e delle reti in nazionale ― Spagna | Cronologia completa delle presenze e delle reti in nazionale ― Spagna | Cronologia completa delle presenze e delle reti in nazionale ― Spagna | Cronologia completa delle presenze e delle reti in nazionale ― Spagna | Cronologia completa delle presenze e delle reti in nazionale ― Spagna | Cronologia completa delle presenze e delle reti in nazionale ― Spagna | Cronologia completa delle presenze e delle reti in nazionale ― Spagna | Cronologia completa delle presenze e delle reti in nazionale ― Spagna |
| Data                                                                  | Città                                                                 | In casa                                                               | Risultato                                                             | Ospiti                                                                | Competizione                                                          | Reti                                                                  | Note                                                                  |
| --------------------------------------------------------------------- | --------------------------------------------------------------------- | --------------------------------------------------------------------- | --------------------------------------------------------------------- | --------------------------------------------------------------------- | --------------------------------------------------------------------- | --------------------------------------------------------------------- | --------------------------------------------------------------------- |
| 28/08/1920                                                            | Bruxelles                                                             | Danimarca                                                             | 0 – 1                                                                 | Spagna                                                                | Olimpiadi 1920                                                        | Patricio                                                              | All:F. Bru Cap:J.M. Belauste                                          |
| 29/08/1920                                                            | Anversa                                                               | Belgio                                                                | 3 – 1                                                                 | Spagna                                                                | Olimpiadi 1920                                                        | Mariano Arrate                                                        | All:F. Bru Cap:M. Arrate                                              |
| 01/09/1920                                                            | Anversa                                                               | Spagna                                                                | 2 – 1                                                                 | Svezia                                                                | Olimpiadi 1920                                                        | José María Belauste Domingo Gómez-Acedo                               | All:F. Bru Cap:J.M. Belauste                                          |
| 02/09/1920                                                            | Anversa                                                               | Spagna                                                                | 2 – 0                                                                 | Italia                                                                | Olimpiadi 1920                                                        | 2 Sesúmaga                                                            | All:F. Bru Cap:P. Vallana                                             |
| 05/09/1920                                                            | Anversa                                                               | Paesi Bassi                                                           | 1 – 3                                                                 | Spagna                                                                | Olimpiadi 1920 - 3-4 Posto                                            | 2 Sesúmaga Pichichi                                                   | 2º Posto All:F. Bru Cap:J.M. Belauste                                 |
| 09/10/1921                                                            | Bilbao                                                                | Spagna                                                                | 2 – 0                                                                 | Belgio                                                                | Amichevole                                                            | 2 Paulino Alcántara                                                   | All:J. Ruete J.A. Berraondo M. Castro Cap:P. Alcántara                |
| 18/12/1921                                                            | Madrid                                                                | Spagna                                                                | 3 – 1                                                                 | Portogallo                                                            | Amichevole                                                            | Manuel Meana 2 Paulino Alcántara                                      | All:J. Ruete M. Castro Cap:M. Arrate                                  |
| 30/04/1922                                                            | Bordeaux                                                              | Francia                                                               | 0 – 4                                                                 | Spagna                                                                | Amichevole                                                            | 2 Paulino Alcántara 2 Travieso                                        | All:J.M. Mateos M. Castro S. Díaz Cap:P. Alcántara                    |
| 28/01/1923                                                            | San Sebastián                                                         | Spagna                                                                | 3 – 0                                                                 | Francia                                                               | Amichevole                                                            | 2 Juan Monjardín José Luis Zabala                                     | All:L. Argüello D. Ormaechea J. Heredia Cap:J. Samitier               |
| 04/02/1923                                                            | Anversa                                                               | Belgio                                                                | 1 – 0                                                                 | Spagna                                                                | Amichevole                                                            | -                                                                     | All:L. Argüello D. Ormaechea J. Heredia Cap:M. Arrate                 |
| 16/12/1923                                                            | Siviglia                                                              | Spagna                                                                | 3 – 0                                                                 | Portogallo                                                            | Amichevole                                                            | 3 José Luis Zabala                                                    | All:P. Parages J. García Cap:P. Alcántara                             |
| 09/03/1924                                                            | Milano                                                                | Italia                                                                | 0 – 0                                                                 | Spagna                                                                | Amichevole                                                            | -                                                                     | All:P. Parages J. García Cap:M. Meana                                 |
| 25/05/1924                                                            | Parigi                                                                | Italia                                                                | 1 – 0                                                                 | Spagna                                                                | Olimpiadi 1924                                                        | -                                                                     | All:P. Parages Cap:P. Vallana                                         |
| 21/12/1924                                                            | Barcellona                                                            | Spagna                                                                | 2 – 1                                                                 | Austria                                                               | Amichevole                                                            | Antonio Juantegui Josep Samitier                                      | All:J. Olave J. Rosich L. Colina Cap:J. Samitier                      |
| 17/05/1925                                                            | Lisbona                                                               | Portogallo                                                            | 0 – 2                                                                 | Spagna                                                                | Amichevole                                                            | Carmelo Goyenechea Urrusolo Vicente Piera                             | All:F. Gutiérrez Cap:J. Samitier                                      |
| 01/06/1925                                                            | Berna                                                                 | Svizzera                                                              | 0 – 3                                                                 | Spagna                                                                | Amichevole                                                            | 2 Juan Errazquin José María Peña                                      | All:F. Gutiérrez Cap:J. Samitier                                      |
| 14/06/1925                                                            | Valencia                                                              | Spagna                                                                | 1 – 0                                                                 | Italia                                                                | Amichevole                                                            | Juan Errazquin                                                        | All:F. Gutiérrez Cap:J. Samitier                                      |
| 27/09/1925                                                            | Valencia                                                              | Austria                                                               | 1 – 0                                                                 | Spagna                                                                | Amichevole                                                            | Eduardo Cubells                                                       | All:J.M. Mateos M. Castro R. Cabot Cap:P. Vallana                     |
| 04/10/1925                                                            | Budapest                                                              | Ungheria                                                              | 0 – 1                                                                 | Spagna                                                                | Amichevole                                                            | Carmelo Goyenechea Urrusolo                                           | All:J.M. Mateos M. Castro R. Cabot Cap:J.M. Peña                      |
| 19/12/1926                                                            | Vigo                                                                  | Spagna                                                                | 4 – 2                                                                 | Ungheria                                                              | Amichevole                                                            | 2 Juan Errazquin Severiano Goiburu Carmelo Goyenechea Urrusolo        | All:J.M. Mateos M. Castro E. Montero Cap:P. Vallana                   |
| 17/04/1927                                                            | Santander                                                             | Spagna                                                                | 1 – 0                                                                 | Svizzera                                                              | Amichevole                                                            | Óscar Rodríguez López                                                 | All:J.M. Mateos M. Castro E. Montero Cap:R. Zamora                    |
| 22/05/1927                                                            | Parigi                                                                | Francia                                                               | 1 – 4                                                                 | Spagna                                                                | Amichevole                                                            | 2 Domingo Zaldúa José María Yermo Luis Olaso                          | All:J.M. Mateos M. Castro E. Montero Cap:R. Zamora                    |
| 29/05/1927                                                            | Bologna                                                               | Italia                                                                | 2 – 0                                                                 | Spagna                                                                | Amichevole                                                            | -                                                                     | All:J.M. Mateos M. Castro E. Montero Cap:R. Zamora                    |
| 08/01/1928                                                            | Lisbona                                                               | Portogallo                                                            | 2 – 2                                                                 | Spagna                                                                | Amichevole                                                            | Domingo Zaldúa Severiano Goiburu                                      | All:J.A. Berraondo Cap:R. Zamora                                      |
| 22/04/1928                                                            | Gijón                                                                 | Spagna                                                                | 1 – 1                                                                 | Italia                                                                | Amichevole                                                            | Félix Quesada                                                         | All:J.A. Berraondo Cap:J. Samitier                                    |
| 30/05/1928                                                            | Amsterdam                                                             | Messico                                                               | 1 – 7                                                                 | Spagna                                                                | Olimpiadi 1928 - Ottavi                                               | 2 Luis Regueiro 3 José María Yermo Martín Marculeta Ángel Mariscal    | All:J.A. Berraondo Cap:P. Vallana                                     |
| 01/06/1928                                                            | Amsterdam                                                             | Italia                                                                | 1 – 1 dts                                                             | Spagna                                                                | Olimpiadi 1928 - Quarti                                               | Domingo Zaldúa                                                        | All:J.A. Berraondo Cap:J.M. Yermo                                     |
| 04/06/1928                                                            | Amsterdam                                                             | Italia                                                                | 7 – 1                                                                 | Spagna                                                                | Olimpiadi 1928 - Quarti                                               | José María Yermo                                                      | All:J.A. Berraondo Cap:J.M. Yermo                                     |
| 17/03/1929                                                            | Siviglia                                                              | Spagna                                                                | 5 – 0                                                                 | Portogallo                                                            | Amichevole                                                            | 3 Gaspar Rubio 2 José Padrón                                          | All:J.M. Mateos Cap:R. Zamora                                         |
| 14/04/1929                                                            | Saragozza                                                             | Spagna                                                                | 8 – 1                                                                 | Francia                                                               | Amichevole                                                            | 2 Paco Bienzobas 4 Gaspar Rubio 2 Severiano Goiburu                   | All:J.M. Mateos Cap:R. Zamora                                         |
| 15/05/1929                                                            | Madrid                                                                | Spagna                                                                | 4 – 3                                                                 | Inghilterra                                                           | Amichevole                                                            | 2 Gaspar Rubio Jaime Lazcano Severiano Goiburu                        | All:J.M. Mateos Cap:R. Zamora                                         |
| 01/01/1930                                                            | Barcellona                                                            | Spagna                                                                | 1 – 0                                                                 | Cecoslovacchia                                                        | Amichevole                                                            | José Sastre Perciba                                                   | All:J.M. Mateos Cap:R. Zamora                                         |
| 14/06/1930                                                            | Praga                                                                 | Cecoslovacchia                                                        | 2 – 0                                                                 | Spagna                                                                | Amichevole                                                            | -                                                                     | All:J.M. Mateos Cap:R. Zamora                                         |
| 22/06/1930                                                            | Bologna                                                               | Italia                                                                | 2 – 3                                                                 | Spagna                                                                | Amichevole                                                            | 2 Luis Regueiro Martí Ventolrà                                        | All:J.M. Mateos Cap:R. Zamora                                         |
| 30/11/1930                                                            | Porto                                                                 | Portogallo                                                            | 0 – 1                                                                 | Spagna                                                                | Amichevole                                                            | José María Peña                                                       | All:J.M. Mateos Cap:J.M. Peña                                         |
| Totale                                                                |                                                                       | Presenze                                                              | 35                                                                    |                                                                       | Reti                                                                  | 76                                                                    |                                                                       |

## Partite dal 1931 al 1940
| Cronologia completa delle presenze e delle reti in nazionale ― Spagna | Cronologia completa delle presenze e delle reti in nazionale ― Spagna | Cronologia completa delle presenze e delle reti in nazionale ― Spagna | Cronologia completa delle presenze e delle reti in nazionale ― Spagna | Cronologia completa delle presenze e delle reti in nazionale ― Spagna | Cronologia completa delle presenze e delle reti in nazionale ― Spagna | Cronologia completa delle presenze e delle reti in nazionale ― Spagna                     | Cronologia completa delle presenze e delle reti in nazionale ― Spagna |
| Data                                                                  | Città                                                                 | In casa                                                               | Risultato                                                             | Ospiti                                                                | Competizione                                                          | Reti                                                                                      | Note                                                                  |
| --------------------------------------------------------------------- | --------------------------------------------------------------------- | --------------------------------------------------------------------- | --------------------------------------------------------------------- | --------------------------------------------------------------------- | --------------------------------------------------------------------- | ----------------------------------------------------------------------------------------- | --------------------------------------------------------------------- |
| 19/04/1931                                                            | Bilbao                                                                | Spagna                                                                | 0 – 0                                                                 | Italia                                                                | Amichevole                                                            | -                                                                                         | All:J.M. Mateos Cap:R. Zamora                                         |
| 26/04/1931                                                            | Barcellona                                                            | Spagna                                                                | 1 – 1                                                                 | Irlanda                                                               | Amichevole                                                            | Ángel Arocha                                                                              | All:J.M. Mateos Cap:R. Zamora                                         |
| 09/12/1931                                                            | Londra                                                                | Inghilterra                                                           | 7 – 1                                                                 | Spagna                                                                | Amichevole                                                            | Guillermo Gorostiza                                                                       | All:J.M. Mateos Cap:R. Zamora                                         |
| 13/12/1931                                                            | Dublino                                                               | Irlanda                                                               | 0 – 5                                                                 | Spagna                                                                | Amichevole                                                            | 2 Luis Regueiro Ángel Arocha Josep Samitier Martí Ventolrà                                | All:J.M. Mateos Cap:J. Samitier                                       |
| 24/04/1932                                                            | Dublino                                                               | Spagna                                                                | 2 – 1                                                                 | Jugoslavia                                                            | Amichevole                                                            | Isidro Lángara Ángel Arocha Josep Samitier Martí Ventolrà                                 | All:J.M. Mateos Cap:J. Samitier                                       |
| 02/04/1933                                                            | Vigo                                                                  | Spagna                                                                | 3 – 0                                                                 | Portogallo                                                            | Amichevole                                                            | Enrique Larrinaga 2 Julio Antonio Elícegui                                                | All:J.M. Mateos Cap:R. Zamora                                         |
| 23/04/1933                                                            | Colombes                                                              | Francia                                                               | 1 – 0                                                                 | Spagna                                                                | Amichevole                                                            | -                                                                                         | All:J.M. Mateos Cap:R. Zamora                                         |
| 30/04/1933                                                            | Belgrado                                                              | Jugoslavia                                                            | 1 – 1                                                                 | Spagna                                                                | Amichevole                                                            | Julio Antonio Elícegui                                                                    | All:J.M. Mateos Cap:R. Zamora                                         |
| 21/05/1933                                                            | Madrid                                                                | Spagna                                                                | 13 – 0                                                                | Bulgaria                                                              | Amichevole                                                            | 6 Eduardo González Valiño 2 Luis Regueiro 3 Julio Antonio Elícegui autorete Crisant Bosch | All:J.M. Mateos Cap:R. Zamora                                         |
| 11/03/1934                                                            | Madrid                                                                | Spagna                                                                | 9 – 0                                                                 | Portogallo                                                            | Qual. Mondiali 1934                                                   | Eduardo González Valiño 5 Isidro Lángara 2 Luis Regueiro Martí Ventolrà                   | All:A. García Cap:R. Zamora                                           |
| 18/03/1934                                                            | Lisbona                                                               | Portogallo                                                            | 1 – 2                                                                 | Spagna                                                                | Qual. Mondiali 1934                                                   | 2 Isidro Lángara                                                                          | All:A. García Cap:R. Zamora                                           |
| 27/05/1934                                                            | Genova                                                                | Brasile                                                               | 1 – 3                                                                 | Spagna                                                                | Mondiali 1934                                                         | José Iraragorri 2 Isidro Lángara                                                          | All:A. García Cap:R. Zamora                                           |
| 31/05/1934                                                            | Firenze                                                               | Italia                                                                | 1 – 1 dts                                                             | Spagna                                                                | Mondiali 1934 - Quarti                                                | Luis Regueiro                                                                             | All:A. García Cap:R. Zamora                                           |
| 01/06/1934                                                            | Firenze                                                               | Italia                                                                | 1 – 0                                                                 | Spagna                                                                | Mondiali 1934 - Quarti                                                | -                                                                                         | All:A. García Cap:J. Quincoces                                        |
| 24/01/1935                                                            | Madrid                                                                | Spagna                                                                | 2 – 0                                                                 | Francia                                                               | Amichevole                                                            | Luis Regueiro Juan Marrero Pérez                                                          | All:A. García Cap:R. Zamora                                           |
| 05/05/1935                                                            | Lisbona                                                               | Portogallo                                                            | 3 – 3                                                                 | Spagna                                                                | Amichevole                                                            | 2 Isidro Lángara Guillermo Gorostiza                                                      | All:A. García Cap:J. Quincoces                                        |
| 12/05/1935                                                            | Colonia                                                               | Germania                                                              | 1 – 2                                                                 | Spagna                                                                | Amichevole                                                            | 2 Isidro Lángara                                                                          | All:A. García Cap:J. Quincoces                                        |
| 19/01/1936                                                            | Madrid                                                                | Spagna                                                                | 4 – 5                                                                 | Austria                                                               | Amichevole                                                            | 2 Isidro Lángara 2 Luis Regueiro                                                          | All:A. García Cap:J. Quincoces                                        |
| 23/02/1936                                                            | Madrid                                                                | Spagna                                                                | 1 – 2                                                                 | Germania                                                              | Amichevole                                                            | Luis Regueiro                                                                             | All:A. García Cap:R. Zamora                                           |
| 26/04/1936                                                            | Praga                                                                 | Cecoslovacchia                                                        | 1 – 0                                                                 | Spagna                                                                | Amichevole                                                            | -                                                                                         | All:A. García Cap:L. Regueiro                                         |
| 03/05/1936                                                            | Berna                                                                 | Svizzera                                                              | 0 – 2                                                                 | Spagna                                                                | Amichevole                                                            | -                                                                                         | All:E. Teus Cap:G. Gorostiza                                          |
| Totale                                                                |                                                                       | Presenze                                                              | 21                                                                    |                                                                       | Reti                                                                  | 56                                                                                        |                                                                       |

## Partite dal 1941 al 1950
| Cronologia completa delle presenze e delle reti in nazionale ― Spagna | Cronologia completa delle presenze e delle reti in nazionale ― Spagna | Cronologia completa delle presenze e delle reti in nazionale ― Spagna | Cronologia completa delle presenze e delle reti in nazionale ― Spagna | Cronologia completa delle presenze e delle reti in nazionale ― Spagna | Cronologia completa delle presenze e delle reti in nazionale ― Spagna | Cronologia completa delle presenze e delle reti in nazionale ― Spagna                                 | Cronologia completa delle presenze e delle reti in nazionale ― Spagna |
| Data                                                                  | Città                                                                 | In casa                                                               | Risultato                                                             | Ospiti                                                                | Competizione                                                          | Reti                                                                                                  | Note                                                                  |
| --------------------------------------------------------------------- | --------------------------------------------------------------------- | --------------------------------------------------------------------- | --------------------------------------------------------------------- | --------------------------------------------------------------------- | --------------------------------------------------------------------- | --- | --------------------------------------------------------------------- |
| 12/01/1941                                                            | Lisbona                                                               | Portogallo                                                            | 2 – 2                                                                 | Spagna                                                                | Amichevole                                                            | Guillermo González del Río García Josep Escolà                                                        | All:E. Teus Cap:G. Gorostiza                                          |
| 16/03/1941                                                            | Bilbao                                                                | Spagna                                                                | 5 – 1                                                                 | Portogallo                                                            | Amichevole                                                            | Eduardo Herrera Bueno Guillermo González del Río García Francisco Campos 2 Epifanio Fernández Berridi | All:E. Teus Cap:G. Gorostiza                                          |
| 28/12/1941                                                            | Valencia                                                              | Spagna                                                                | 3 – 2                                                                 | Svizzera                                                              | Amichevole                                                            | Francisco Campos 2 Edmundo Suárez                                                                     | All:E. Teus Cap:G. Gorostiza                                          |
| 15/03/1942                                                            | Valencia                                                              | Spagna                                                                | 4 – 0                                                                 | Francia                                                               | Amichevole                                                            | 2 Francisco Campos Edmundo Suárez Epifanio Fernández Berridi                                          | All:E. Teus Cap:R. Gabilondo                                          |
| 12/04/1942                                                            | Berlino                                                               | Germania                                                              | 1 – 1                                                                 | Spagna                                                                | Amichevole                                                            | Francisco Campos                                                                                      | All:E. Teus Cap:R. Gabilondo                                          |
| 19/04/1942                                                            | Milano                                                                | Italia                                                                | 4 – 0                                                                 | Spagna                                                                | Amichevole                                                            | - | All:E. Teus Cap:R. Gabilondo                                          |
| 11/03/1945                                                            | Oeiras                                                                | Portogallo                                                            | 2 – 2                                                                 | Spagna                                                                | Amichevole                                                            | César Rodríguez Álvarez Epifanio Fernández Berridi                                                    | All:J. Quincoces Cap:J.A. Ipiña                                       |
| 06/05/1945                                                            | La Coruña                                                             | Spagna                                                                | 4 – 2                                                                 | Portogallo                                                            | Amichevole                                                            | 2 Telmo Zarra Eduardo Herrera Bueno César Rodríguez Álvarez                                           | All:J. Quincoces Cap:J.A. Ipiña)                                      |
| 23/06/1946                                                            | Madrid                                                                | Spagna                                                                | 0 – 1                                                                 | Irlanda                                                               | Amichevole                                                            | - | All:L. Pasarín Cap:J.A. Ipiña                                         |
| 26/01/1947                                                            | Oeiras                                                                | Portogallo                                                            | 4 – 1                                                                 | Spagna                                                                | Amichevole                                                            | Rafael Iriondo                                                                                        | All:P. Hernández Cap:C. Rodríguez                                     |
| 02/03/1947                                                            | Dublino                                                               | Irlanda                                                               | 3 – 2                                                                 | Spagna                                                                | Amichevole                                                            | 2 Telmo Zarra                                                                                         | All:P. Hernández Cap:E. Herrera                                       |
| 21/03/1948                                                            | Madrid                                                                | Spagna                                                                | 2 – 0                                                                 | Portogallo                                                            | Amichevole                                                            | César Rodríguez Álvarez Agustín Gaínza                                                                | All:G. Eizaguirre Cap:E. Fernández                                    |
| 30/05/1948                                                            | Barcellona                                                            | Spagna                                                                | 2 – 1                                                                 | Irlanda                                                               | Amichevole                                                            | 2 Silvestre Igoa                                                                                      | All:G. Eizaguirre Cap:E. Fernández                                    |
| 20/06/1948                                                            | Zurigo                                                                | Svizzera                                                              | 3 – 3                                                                 | Spagna                                                                | Amichevole                                                            | Pahiño 2 Silvestre Igoa                                                                               | All:G. Eizaguirre Cap:E. Fernández                                    |
| 02/01/1949                                                            | Barcellona                                                            | Spagna                                                                | 1 – 1                                                                 | Belgio                                                                | Amichevole                                                            | Alfonso Silva                                                                                         | All:G. Eizaguirre Cap:E. Fernández                                    |
| 20/03/1949                                                            | Oeiras                                                                | Portogallo                                                            | 1 – 1                                                                 | Spagna                                                                | Amichevole                                                            | Telmo Zarra                                                                                           | All:G. Eizaguirre Cap:E. Fernández                                    |
| 27/03/1949                                                            | Madrid                                                                | Spagna                                                                | 1 – 1                                                                 | Italia                                                                | Amichevole                                                            | Agustín Gaínza                                                                                        | All:G. Eizaguirre Cap:E. Fernández                                    |
| 12/06/1949                                                            | Dublino                                                               | Irlanda                                                               | 1 – 4                                                                 | Spagna                                                                | Amichevole                                                            | 2 Telmo Zarra Estanislao Basora Silvestre Igoa                                                        | All:G. Eizaguirre Cap:I. Eizaguirre                                   |
| 19/06/1949                                                            | Colombes                                                              | Francia                                                               | 1 – 5                                                                 | Spagna                                                                | Amichevole                                                            | 3 Estanislao Basora Agustín Gaínza                                                                    | All:G. Eizaguirre Cap:I. Eizaguirre                                   |
| 02/04/1950                                                            | Madrid                                                                | Spagna                                                                | 5 – 1                                                                 | Portogallo                                                            | Qual. Mondiali 1950                                                   | 2 Telmo Zarra Estanislao Basora José Luis Panizo Luis Molowny                                         | All:G. Eizaguirre Cap:A. Gaínza                                       |
| 09/04/1950                                                            | Oeiras                                                                | Portogallo                                                            | 2 – 2                                                                 | Spagna                                                                | Qual. Mondiali 1950                                                   | Telmo Zarra Agustín Gaínza                                                                            | All:G. Eizaguirre Cap:I. Eizaguirre                                   |
| 25/06/1950                                                            | Curitiba                                                              | Stati Uniti                                                           | 1 – 3                                                                 | Spagna                                                                | Mondiali 1950 - 1º Turno                                              | Silvestre Igoa Estanislao Basora Telmo Zarra                                                          | All:G. Eizaguirre Cap:I. Eizaguirre                                   |
| 29/06/1950                                                            | Rio de Janeiro                                                        | Cile                                                                  | 0 – 2                                                                 | Spagna                                                                | Mondiali 1950 - 1º Turno                                              | Estanislao Basora Telmo Zarra                                                                         | All:G. Eizaguirre Cap:A. Gaínza                                       |
| 02/07/1950                                                            | Rio de Janeiro                                                        | Inghilterra                                                           | 0 – 1                                                                 | Spagna                                                                | Mondiali 1950 - 1º Turno                                              | Telmo Zarra                                                                                           | All:G. Eizaguirre Cap:A. Gaínza                                       |
| 09/07/1950                                                            | San Paolo                                                             | Uruguay                                                               | 2 – 2                                                                 | Spagna                                                                | Mondiali 1950 - Girone finale                                         | 2 Estanislao Basora                                                                                   | All:G. Eizaguirre Cap:A. Gaínza                                       |
| 13/07/1950                                                            | Rio de Janeiro                                                        | Brasile                                                               | 6 – 1                                                                 | Spagna                                                                | Mondiali 1950 - Girone finale                                         | Silvestre Igoa                                                                                        | All:G. Eizaguirre Cap:A. Gaínza                                       |
| 16/07/1950                                                            | San Paolo                                                             | Spagna                                                                | 1 – 3                                                                 | Svezia                                                                | Mondiali 1950 - Girone finale                                         | Telmo Zarra                                                                                           | All:G. Eizaguirre Cap:T. Zarra                                        |
| Totale                                                                |                                                                       | Presenze                                                              | 27                                                                    |                                                                       | Reti                                                                  | 60 |                                                                       |

## Partite dal 1951 al 1960
| Cronologia completa delle presenze e delle reti in nazionale ― Spagna | Cronologia completa delle presenze e delle reti in nazionale ― Spagna | Cronologia completa delle presenze e delle reti in nazionale ― Spagna | Cronologia completa delle presenze e delle reti in nazionale ― Spagna | Cronologia completa delle presenze e delle reti in nazionale ― Spagna | Cronologia completa delle presenze e delle reti in nazionale ― Spagna | Cronologia completa delle presenze e delle reti in nazionale ― Spagna                     | Cronologia completa delle presenze e delle reti in nazionale ― Spagna            |
| Data                                                                  | Città                                                                 | In casa                                                               | Risultato                                                             | Ospiti                                                                | Competizione                                                          | Reti                                                                                      | Note                                                                             |
| --------------------------------------------------------------------- | --------------------------------------------------------------------- | --------------------------------------------------------------------- | --------------------------------------------------------------------- | --------------------------------------------------------------------- | --------------------------------------------------------------------- | ----------------------------------------------------------------------------------------- | -------------------------------------------------------------------------------- |
| 18/02/1951                                                            | Madrid                                                                | Spagna                                                                | 6 – 3                                                                 | Svizzera                                                              | Amichevole                                                            | 4 Telmo Zarra Agustín Gaínza César Rodríguez Álvarez                                      | All:P. Alcántara L. Iceta F. Quesada Cap:A. Gaínza                               |
| 10/06/1951                                                            | Bruxelles                                                             | Belgio                                                                | 3 – 3                                                                 | Spagna                                                                | Amichevole                                                            | Marià Gonzalvo 4 Telmo Zarra                                                              | All:P. Alcántara L. Iceta F. Quesada Cap:A. Gaínza                               |
| 17/06/1951                                                            | Solna                                                                 | Svezia                                                                | 0 – 0                                                                 | Spagna                                                                | Amichevole                                                            | -                                                                                         | All:P. Alcántara L. Iceta F. Quesada Cap:A. Gaínza                               |
| 01/06/1952                                                            | Madrid                                                                | Spagna                                                                | 6 – 0                                                                 | Irlanda                                                               | Amichevole                                                            | Gerardo Coque Agustín Gaínza César Rodríguez Álvarez 2 Estanislao Basora José Luis Panizo | All:R. Zamora Cap:A. Gaínza                                                      |
| 08/06/1952                                                            | Istanbul                                                              | Turchia                                                               | 0 – 0                                                                 | Spagna                                                                | Amichevole                                                            | -                                                                                         | All:R. Zamora Cap:A. Gaínza                                                      |
| 07/12/1952                                                            | Madrid                                                                | Spagna                                                                | 0 – 1                                                                 | Argentina                                                             | Amichevole                                                            | -                                                                                         | All:P. Escartín Cap:A. Gaínza                                                    |
| 28/12/1952                                                            | Madrid                                                                | Spagna                                                                | 2 – 2                                                                 | Germania Ovest                                                        | Amichevole                                                            | Agustín Gaínza César Rodríguez Álvarez                                                    | All:P. Escartín Cap:A. Gaínza                                                    |
| 19/03/1953                                                            | Barcellona                                                            | Spagna                                                                | 3 – 1                                                                 | Belgio                                                                | Amichevole                                                            | Venancio Pérez García 2 Javier Marcet                                                     | All:P. Escartín Cap:A. Gaínza                                                    |
| 05/07/1953                                                            | Buenos Aires                                                          | Argentina                                                             | 1 – 0                                                                 | Spagna                                                                | Amichevole                                                            | -                                                                                         | All:P. Escartín Cap:A. Gaínza                                                    |
| 12/07/1953                                                            | Ñuñoa                                                                 | Cile                                                                  | 1 – 2                                                                 | Spagna                                                                | Amichevole                                                            | Venancio Pérez García László Kubala                                                       | All:P. Escartín Cap:A. Gaínza                                                    |
| 08/11/1953                                                            | Bilbao                                                                | Spagna                                                                | 2 – 2                                                                 | Svezia                                                                | Amichevole                                                            | Venancio Pérez García Luis Molowny                                                        | All:L. Iribarren Cap:A. Gaínza                                                   |
| 06/01/1954                                                            | Madrid                                                                | Spagna                                                                | 4 – 1                                                                 | Turchia                                                               | Qual. Mondiali 1954                                                   | Venancio Pérez García Agustín Gaínza Miguel González Pérez Rafael Alsúa                   | All:L. Iribarren Cap:A. Gaínza                                                   |
| 14/03/1954                                                            | Istanbul                                                              | Turchia                                                               | 1 – 0                                                                 | Spagna                                                                | Qual. Mondiali 1954                                                   | -                                                                                         | All:L. Iribarren Cap:A. Puchades                                                 |
| 17/03/1954                                                            | Roma                                                                  | Spagna                                                                | 2 – 2                                                                 | Turchia                                                               | Qual. Mondiali 1954                                                   | José Luis Artetxe Adrián Escudero                                                         | All:L. Iribarren Cap:A. Gaínza                                                   |
| 17/03/1955                                                            | Madrid                                                                | Spagna                                                                | 1 – 2                                                                 | Francia                                                               | Amichevole                                                            | Agustín Gaínza                                                                            | All:R. Melcón Cap:A. Gaínza                                                      |
| 18/05/1955                                                            | Madrid                                                                | Spagna                                                                | 1 – 1                                                                 | Inghilterra                                                           | Amichevole                                                            | Héctor Rial                                                                               | All:R. Melcón Cap:A. Ramallets                                                   |
| 19/06/1955                                                            | Ginevra                                                               | Svizzera                                                              | 0 – 3                                                                 | Spagna                                                                | Amichevole                                                            | Enrique Collar Eneko Arieta José María Maguregi                                           | All:J.L. Del Valle E. Jiménez P. Hernández J. Touzón Cap:M. Vaquero González     |
| 27/11/1955                                                            | Dublino                                                               | Irlanda                                                               | 2 – 2                                                                 | Spagna                                                                | Amichevole                                                            | 2 Pahiño                                                                                  | All:G. Eizaguirre Cap:J. Segarra                                                 |
| 30/11/1955                                                            | Londra                                                                | Inghilterra                                                           | 4 – 1                                                                 | Spagna                                                                | Amichevole                                                            | Eneko Arieta                                                                              | All:G. Eizaguirre L. Miró Cap:J. Segarra                                         |
| 03/06/1956                                                            | Oeiras                                                                | Inghilterra                                                           | 3 – 1                                                                 | Spagna                                                                | Amichevole                                                            | Joaquín Peiró                                                                             | All:G. Eizaguirre J. Quincoces L. Miró Cap:J. Segarra                            |
| 30/01/1957                                                            | Madrid                                                                | Spagna                                                                | 5 – 1                                                                 | Paesi Bassi                                                           | Amichevole                                                            | Jesús Garay 3 Alfredo Di Stéfano László Kubala                                            | All:M. Meana Cap:M. Vaquero González                                             |
| 10/03/1957                                                            | Madrid                                                                | Spagna                                                                | 2 – 2                                                                 | Svizzera                                                              | Qual. Mondiali 1958                                                   | Luis Suárez Miguel González Pérez                                                         | All:M. Meana Cap:J. Garay                                                        |
| 31/03/1957                                                            | Bruxelles                                                             | Belgio                                                                | 0 – 5                                                                 | Spagna                                                                | Qual. Mondiali 1958                                                   | 2 Alfredo Di Stéfano 2 Luis Suárez Enrique Mateos                                         | All:M. Meana Cap:J. Garay                                                        |
| 08/05/1957                                                            | Glasgow                                                               | Scozia                                                                | 4 – 2                                                                 | Spagna                                                                | Qual. Mondiali 1958                                                   | László Kubala Luis Suárez                                                                 | All:M. Meana Cap:J. Garay                                                        |
| 26/05/1957                                                            | Madrid                                                                | Spagna                                                                | 4 – 1                                                                 | Scozia                                                                | Qual. Mondiali 1958                                                   | Enrique Mateos László Kubala 2 Estanislao Basora                                          | All:M. Meana Cap:J. Garay                                                        |
| 06/11/1957                                                            | Madrid                                                                | Spagna                                                                | 3 – 0                                                                 | Turchia                                                               | Amichevole                                                            | 3 László Kubala                                                                           | All:M. Meana Cap:J. Garay                                                        |
| 24/11/1957                                                            | Losanna                                                               | Svizzera                                                              | 1 – 4                                                                 | Spagna                                                                | Qual. Mondiali 1958                                                   | 2 László Kubala 2 Alfredo Di Stéfano                                                      | All:M. Meana Cap:J. Garay                                                        |
| 13/03/1958                                                            | Parigi                                                                | Francia                                                               | 2 – 2                                                                 | Spagna                                                                | Amichevole                                                            | László Kubala Enrique Collar                                                              | All:M. Meana Cap:J. Garay                                                        |
| 19/03/1958                                                            | Francoforte sul Meno                                                  | Germania Ovest                                                        | 2 – 0                                                                 | Spagna                                                                | Amichevole                                                            | -                                                                                         | All:M. Meana Cap:J. Garay                                                        |
| 13/04/1958                                                            | Madrid                                                                | Spagna                                                                | 1 – 0                                                                 | Portogallo                                                            | Amichevole                                                            | Alfredo Di Stéfano                                                                        | All:M. Meana Cap:J. Garay                                                        |
| 15/10/1958                                                            | Madrid                                                                | Spagna                                                                | 6 – 2                                                                 | Irlanda del Nord                                                      | Amichevole                                                            | 4 Justo Tejada László Kubala Luis Suárez                                                  | All:M. Meana Cap:J.M. Zárraga                                                    |
| 28/02/1959                                                            | Roma                                                                  | Italia                                                                | 1 – 1                                                                 | Spagna                                                                | Amichevole                                                            | Alfredo Di Stéfano                                                                        | All:M. Meana Cap:J. Segarra                                                      |
| 28/06/1959                                                            | Chorzów                                                               | Polonia                                                               | 2 – 4                                                                 | Spagna                                                                | Qual. Euro 1960                                                       | 2 Luis Suárez 2 Alfredo Di Stéfano                                                        | All:R. Gabilondo J.L. Lasplazas J.L. Costa H. Herrera Cap:J. Segarra             |
| 14/10/1959                                                            | Madrid                                                                | Spagna                                                                | 3 – 0                                                                 | Polonia                                                               | Qual. Euro 1960                                                       | Alfredo Di Stéfano Enrique Gensana Francisco Gento                                        | All:R. Gabilondo J.L. Lasplazas J.L. Costa H. Herrera Cap:J. Segarra             |
| 22/11/1959                                                            | Valencia                                                              | Spagna                                                                | 6 – 3                                                                 | Austria                                                               | Amichevole                                                            | 2 Alfredo Di Stéfano 2 Luis Suárez Eulogio Martínez Enrique Mateos                        | All:R. Gabilondo J.L. Lasplazas J.L. Costa H. Herrera Cap:J. Segarra             |
| 17/12/1959                                                            | Parigi                                                                | Francia                                                               | 4 – 3                                                                 | Spagna                                                                | Amichevole                                                            | Luis Suárez Eulogio Martínez Martí Vergés                                                 | All:R. Gabilondo J.L. Lasplazas J.L. Costa H. Herrera Cap:J. Segarra             |
| 13/03/1960                                                            | Barcellona                                                            | Spagna                                                                | 3 – 1                                                                 | Italia                                                                | Amichevole                                                            | Martí Vergés Alfredo Di Stéfano Eulogio Martínez                                          | All:R. Gabilondo J.L. Lasplazas J.L. Costa H. Herrera Cap:J. Segarra             |
| 15/05/1960                                                            | Madrid                                                                | Spagna                                                                | 3 – 0                                                                 | Inghilterra                                                           | Amichevole                                                            | Joaquín Peiró 2 Eulogio Martínez                                                          | All:R. Gabilondo J.L. Lasplazas J.L. Costa H. Herrera M. Muñoz Cap:J. Segarra    |
| 10/07/1960                                                            | Lima                                                                  | Perù                                                                  | 1 – 3                                                                 | Spagna                                                                | Amichevole                                                            | Alfredo Di Stéfano 2 Luis Suárez                                                          | All:R. Gabilondo J.L. Lasplazas J.L. Costa M. Muñoz J. Villalonga Cap:J. Segarra |
| 14/07/1960                                                            | Ñuñoa                                                                 | Cile                                                                  | 0 – 4                                                                 | Spagna                                                                | Amichevole                                                            | 2 Alfredo Di Stéfano Enrique Collar Eulogio Martínez                                      | All:R. Gabilondo J.L. Lasplazas J.L. Costa M. Muñoz J. Villalonga Cap:J. Segarra |
| 17/07/1960                                                            | Ñuñoa                                                                 | Cile                                                                  | 1 – 4                                                                 | Spagna                                                                | Amichevole                                                            | 2 Alfredo Di Stéfano Jesús María Pereda Joaquín Peiró                                     | All:R. Gabilondo J.L. Lasplazas J.L. Costa M. Muñoz J. Villalonga Cap:J. Segarra |
| 24/07/1960                                                            | Buenos Aires                                                          | Argentina                                                             | 2 – 0                                                                 | Spagna                                                                | Amichevole                                                            | -                                                                                         | All:R. Gabilondo J.L. Lasplazas J.L. Costa M. Muñoz J. Villalonga Cap:J. Segarra |
| 26/10/1960                                                            | Londra                                                                | Inghilterra                                                           | 4 – 2                                                                 | Spagna                                                                | Amichevole                                                            | Luis del Sol Luis Suárez                                                                  | All:R. Gabilondo J.L. Lasplazas J.L. Costa M. Muñoz L. Miró Cap:L. Suárez        |
| 30/10/1960                                                            | Vienna                                                                | Austria                                                               | 3 – 0                                                                 | Spagna                                                                | Amichevole                                                            | -                                                                                         | All:R. Gabilondo J.L. Lasplazas J.L. Costa M. Muñoz L. Miró Cap:A. Ramallets     |
| Totale                                                                |                                                                       | Presenze                                                              | 44                                                                    |                                                                       | Reti                                                                  | 109                                                                                       |                                                                                  |

## Partite dal 1961 al 1970
| Cronologia completa delle presenze e delle reti in nazionale ― Spagna | Cronologia completa delle presenze e delle reti in nazionale ― Spagna | Cronologia completa delle presenze e delle reti in nazionale ― Spagna | Cronologia completa delle presenze e delle reti in nazionale ― Spagna | Cronologia completa delle presenze e delle reti in nazionale ― Spagna | Cronologia completa delle presenze e delle reti in nazionale ― Spagna | Cronologia completa delle presenze e delle reti in nazionale ― Spagna                          | Cronologia completa delle presenze e delle reti in nazionale ― Spagna |
| Data                                                                  | Città                                                                 | In casa                                                               | Risultato                                                             | Ospiti                                                                | Competizione                                                          | Reti                                                                                           | Note                                                                  |
| --------------------------------------------------------------------- | --------------------------------------------------------------------- | --------------------------------------------------------------------- | --------------------------------------------------------------------- | --------------------------------------------------------------------- | --------------------------------------------------------------------- | ---------------------------------------------------------------------------------------------- | --------------------------------------------------------------------- |
| 02/04/1961                                                            | Madrid                                                                | Spagna                                                                | 2 – 0                                                                 | Francia                                                               | Amichevole                                                            | Enrique Gensana Francisco Gento                                                                | All:P. Escartín M. Muñoz Cap:L. Kubala                                |
| 19/04/1961                                                            | Cardiff                                                               | Galles                                                                | 1 – 2                                                                 | Spagna                                                                | Qual. Mondiali 1962                                                   | Alfonso Rodríguez Salas Alfredo Di Stéfano                                                     | All:P. Escartín M. Muñoz Cap:A. Ramallets                             |
| 18/05/1961                                                            | Madrid                                                                | Spagna                                                                | 1 – 1                                                                 | Galles                                                                | Qual. Mondiali 1962                                                   | Joaquín Peiró                                                                                  | All:P. Escartín M. Muñoz Cap:A. Ramallets                             |
| 11/06/1961                                                            | Siviglia                                                              | Spagna                                                                | 2 – 0                                                                 | Argentina                                                             | Amichevole                                                            | Luis del Sol Alfredo Di Stéfano                                                                | All:P. Escartín M. Muñoz Cap:F. Gento                                 |
| 12/11/1961                                                            | Casablanca                                                            | Marocco                                                               | 0 – 1                                                                 | Spagna                                                                | Qual. Mondiali 1962                                                   | Luis del Sol                                                                                   | All:P. Escartín M. Muñoz Cap:F. Gento                                 |
| 23/11/1961                                                            | Madrid                                                                | Spagna                                                                | 3 – 2                                                                 | Marocco                                                               | Qual. Mondiali 1962                                                   | Marcelino Vaquero González Alfredo Di Stéfano Enrique Collar                                   | All:P. Escartín M. Muñoz Cap:E. Collar                                |
| 10/12/1961                                                            | Colombes                                                              | Francia                                                               | 1 – 1                                                                 | Spagna                                                                | Amichevole                                                            | Félix Ruiz                                                                                     | All:P. Escartín M. Muñoz Cap:F. Gento                                 |
| 31/05/1962                                                            | Viña del Mar                                                          | Cecoslovacchia                                                        | 1 – 0                                                                 | Spagna                                                                | Mondiali 1962 - 1º Turno                                              | -                                                                                              | All:P. Hernández H. Herrera Cap:J. Segarra                            |
| 03/06/1962                                                            | Viña del Mar                                                          | Messico                                                               | 0 – 1                                                                 | Spagna                                                                | Mondiali 1962 - 1º Turno                                              | Joaquín Peiró                                                                                  | All:P. Hernández H. Herrera Cap:F. Gento                              |
| 06/06/1962                                                            | Viña del Mar                                                          | Brasile                                                               | 2 – 1                                                                 | Spagna                                                                | Mondiali 1962 - 1º Turno                                              | Adelardo Rodríguez                                                                             | All:P. Hernández H. Herrera Cap:F. Gento                              |
| 01/11/1962                                                            | Madrid                                                                | Spagna                                                                | 6 – 0                                                                 | Romania                                                               | Qual. Euro 1964                                                       | 3 Vicente Guillot José Luis Veloso Enrique Collar autorete                                     | All:J. Villalonga Cap:E. Collar                                       |
| 25/11/1962                                                            | Bucarest                                                              | Romania                                                               | 3 – 1                                                                 | Spagna                                                                | Qual. Euro 1964                                                       | José Luis Veloso                                                                               | All:J. Villalonga Cap:E. Collar                                       |
| 02/12/1962                                                            | Bruxelles                                                             | Belgio                                                                | 1 – 1                                                                 | Spagna                                                                | Amichevole                                                            | Vicente Guillot                                                                                | All:J. Villalonga Cap:E. Collar                                       |
| 09/01/1963                                                            | Barcellona                                                            | Spagna                                                                | 0 – 0                                                                 | Francia                                                               | Amichevole                                                            | -                                                                                              | All:J. Villalonga Cap:E. Collar                                       |
| 30/05/1963                                                            | Bilbao                                                                | Spagna                                                                | 1 – 1                                                                 | Irlanda del Nord                                                      | Qual. Euro 1964                                                       | Amancio Amaro Varela                                                                           | All:J. Villalonga Cap:E. Collar                                       |
| 13/06/1963                                                            | Madrid                                                                | Spagna                                                                | 2 – 6                                                                 | Scozia                                                                | Amichevole                                                            | Adelardo Rodríguez José Luis Veloso                                                            | All:J. Villalonga Cap:F. Rivilla                                      |
| 30/10/1963                                                            | Belfast                                                               | Irlanda del Nord                                                      | 0 – 1                                                                 | Spagna                                                                | Qual. Euro 1964                                                       | Francisco Gento                                                                                | All:J. Villalonga Cap:F. Gento                                        |
| 01/12/1963                                                            | Valencia                                                              | Spagna                                                                | 1 – 2                                                                 | Belgio                                                                | Amichevole                                                            | Ignacio Zoco                                                                                   | All:J. Villalonga Cap:F. Gento                                        |
| 11/03/1964                                                            | Siviglia                                                              | Spagna                                                                | 5 – 1                                                                 | Irlanda                                                               | Qual. Euro 1964                                                       | 2 Amancio Amaro Varela Josep Fusté 2 Marcelino Vaquero González                                | All:J. Villalonga Cap:F. Olivella                                     |
| 08/04/1964                                                            | Dublino                                                               | Irlanda                                                               | 0 – 2                                                                 | Spagna                                                                | Qual. Euro 1964                                                       | 2 Pedro Zaballa                                                                                | All:J. Villalonga Cap:F. Olivella                                     |
| 17/06/1964                                                            | Madrid                                                                | Spagna                                                                | 2 – 1                                                                 | Ungheria                                                              | Euro 1964 - Semifinale                                                | Jesús María Pereda Amancio Amaro Varela                                                        | All:J. Villalonga Cap:F. Olivella                                     |
| 21/06/1964                                                            | Madrid                                                                | Spagna                                                                | 2 – 1                                                                 | Unione Sovietica                                                      | Euro 1964 - Finale                                                    | Jesús María Pereda Marcelino Vaquero González                                                  | 1º Titolo Europeo All:J. Villalonga Cap:F. Olivella                   |
| 15/11/1964                                                            | Porto                                                                 | Portogallo                                                            | 2 – 1                                                                 | Spagna                                                                | Amichevole                                                            | Josep Fusté                                                                                    | All:J. Villalonga Cap:F. Olivella                                     |
| 05/05/1965                                                            | Dublino                                                               | Irlanda                                                               | 1 – 0                                                                 | Spagna                                                                | Qual. Mondiali 1966                                                   | -                                                                                              | All:J. Villalonga Cap:F. Olivella                                     |
| 08/05/1965                                                            | Glasgow                                                               | Scozia                                                                | 0 – 0                                                                 | Spagna                                                                | Amichevole                                                            | -                                                                                              | All:J. Villalonga Cap:F. Olivella                                     |
| 27/10/1965                                                            | Siviglia                                                              | Spagna                                                                | 4 – 1                                                                 | Irlanda                                                               | Qual. Mondiali 1966                                                   | 3 Jesús María Pereda Carlos Lapetra                                                            | All:J. Villalonga Cap:F. Olivella                                     |
| 10/11/1965                                                            | Parigi                                                                | Irlanda                                                               | 0 – 1                                                                 | Spagna                                                                | Qual. Mondiali 1966                                                   | José Ufarte                                                                                    | All:J. Villalonga Cap:F. Olivella                                     |
| 08/12/1965                                                            | Madrid                                                                | Spagna                                                                | 0 – 2                                                                 | Irlanda                                                               | Amichevole                                                            | -                                                                                              | All:J. Villalonga Cap:F. Olivella                                     |
| 23/06/1966                                                            | La Coruña                                                             | Spagna                                                                | 1 – 1                                                                 | Uruguay                                                               | Amichevole                                                            | Francisco Gento                                                                                | All:J. Villalonga Cap:F. Gento                                        |
| 13/07/1966                                                            | Birmingham                                                            | Argentina                                                             | 2 – 1                                                                 | Spagna                                                                | Mondiali 1966 - 1º Turno                                              | José Martínez Sánchez                                                                          | All:J. Villalonga Cap:F. Gento                                        |
| 15/07/1966                                                            | Sheffield                                                             | Spagna                                                                | 2 – 1                                                                 | Svizzera                                                              | Mondiali 1966 - 1º Turno                                              | Manuel Sanchís Martínez Amancio Amaro Varela                                                   | All:J. Villalonga Cap:F. Gento                                        |
| 20/07/1966                                                            | Birmingham                                                            | Germania Ovest                                                        | 2 – 1                                                                 | Spagna                                                                | Mondiali 1966 - 1º Turno                                              | Josep Fusté                                                                                    | All:J. Villalonga Cap:I. Zoco                                         |
| 23/10/1966                                                            | Dublino                                                               | Irlanda                                                               | 0 – 0                                                                 | Spagna                                                                | Qual. Euro 1968                                                       | -                                                                                              | All:J. Villalonga Cap:J. Glaría                                       |
| 07/12/1966                                                            | Valencia                                                              | Spagna                                                                | 2 – 0                                                                 | Irlanda                                                               | Qual. Euro 1968                                                       | José María García Lavilla José Martínez Sánchez                                                | All:D. Balmanya Cap:S. Reija                                          |
| 01/02/1967                                                            | Istanbul                                                              | Turchia                                                               | 0 – 0                                                                 | Spagna                                                                | Qual. Euro 1968                                                       | -                                                                                              | All:D. Balmanya Cap:S. Reija                                          |
| 24/05/1967                                                            | Londra                                                                | Inghilterra                                                           | 0 – 0                                                                 | Spagna                                                                | Amichevole                                                            | -                                                                                              | All:D. Balmanya Cap:F. Gento                                          |
| 31/05/1967                                                            | Bilbao                                                                | Spagna                                                                | 2 – 0                                                                 | Turchia                                                               | Qual. Euro 1968                                                       | Ramón Grosso Francisco Gento                                                                   | All:D. Balmanya Cap:F. Gento                                          |
| 01/10/1967                                                            | Praga                                                                 | Cecoslovacchia                                                        | 1 – 0                                                                 | Spagna                                                                | Qual. Euro 1968                                                       | -                                                                                              | All:D. Balmanya Cap:S. Reija                                          |
| 22/10/1967                                                            | Madrid                                                                | Spagna                                                                | 2 – 1                                                                 | Cecoslovacchia                                                        | Qual. Euro 1968                                                       | José Martínez Sánchez José Eulogio Gárate                                                      | All:D. Balmanya Cap:S. Reija                                          |
| 28/02/1968                                                            | Siviglia                                                              | Spagna                                                                | 3 – 1                                                                 | Svezia                                                                | Qual. Euro 1968                                                       | 2 Amancio Amaro Varela Joaquim Rifé                                                            | All:D. Balmanya Cap:F. Gento                                          |
| 03/04/1968                                                            | Londra                                                                | Inghilterra                                                           | 1 – 0                                                                 | Spagna                                                                | Qual. Euro 1968                                                       | -                                                                                              | All:D. Balmanya Cap:I. Zoco                                           |
| 02/05/1968                                                            | Malmö                                                                 | Svezia                                                                | 1 – 0                                                                 | Spagna                                                                | Amichevole                                                            | Francisco Castellano Rodríguez                                                                 | All:D. Balmanya Cap:F. Fernández                                      |
| 08/05/1968                                                            | Madrid                                                                | Spagna                                                                | 1 – 2                                                                 | Inghilterra                                                           | Qual. Euro 1968                                                       | Amancio Amaro Varela                                                                           | All:D. Balmanya Cap:F. Gento                                          |
| 17/10/1968                                                            | Lione                                                                 | Francia                                                               | 1 – 3                                                                 | Spagna                                                                | Amichevole                                                            | José Martínez Sánchez José Ufarte Luis Aragonés                                                | All:E. Toba Cap:J. Martínez                                           |
| 27/10/1968                                                            | Belgrado                                                              | Jugoslavia                                                            | 0 – 0                                                                 | Spagna                                                                | Qual. Mondiali 1970                                                   | -                                                                                              | All:E. Toba Cap:J. Martínez                                           |
| 11/12/1968                                                            | Madrid                                                                | Spagna                                                                | 1 – 1                                                                 | Belgio                                                                | Qual. Mondiali 1970                                                   | José Eulogio Gárate                                                                            | All:E. Toba Cap:J. Martínez                                           |
| 23/02/1969                                                            | Liegi                                                                 | Belgio                                                                | 2 – 1                                                                 | Spagna                                                                | Qual. Mondiali 1970                                                   | Juan Manuel Asensi                                                                             | All:E. Toba Cap:I. Zoco                                               |
| 26/03/1969                                                            | Valencia                                                              | Spagna                                                                | 1 – 0                                                                 | Svizzera                                                              | Amichevole                                                            | Miguel Ángel Bustillo                                                                          | All:M. Muñoz L. Molowny S. Artigas Cap:F. Fernández                   |
| 23/04/1969                                                            | Siviglia                                                              | Spagna                                                                | 0 – 0                                                                 | Messico                                                               | Amichevole                                                            | -                                                                                              | All:M. Muñoz L. Molowny S. Artigas Cap:J. Glaría                      |
| 30/04/1969                                                            | Barcellona                                                            | Spagna                                                                | 2 – 1                                                                 | Jugoslavia                                                            | Qual. Mondiali 1970                                                   | Miguel Ángel Bustillo Amancio Amaro Varela                                                     | All:M. Muñoz L. Molowny S. Artigas Cap:J. Glaría                      |
| 25/06/1969                                                            | Helsinki                                                              | Finlandia                                                             | 2 – 0                                                                 | Spagna                                                                | Qual. Mondiali 1970                                                   | -                                                                                              | All:M. Muñoz L. Molowny S. Artigas Cap:J. Glaría                      |
| 15/10/1969                                                            | La Línea de la Concepción                                             | Spagna                                                                | 6 – 0                                                                 | Finlandia                                                             | Qual. Mondiali 1970                                                   | José Martínez Sánchez 2 José Eulogio Gárate Manuel Velázquez Amancio Amaro Varela Quino Sierra | All:L. Kubala Cap:F. Gento                                            |
| 11/02/1970                                                            | Siviglia                                                              | Spagna                                                                | 2 – 0                                                                 | Germania Ovest                                                        | Amichevole                                                            | 2 Antón Arieta                                                                                 | All:L. Kubala Cap:A. Amaro                                            |
| 21/02/1970                                                            | Madrid                                                                | Spagna                                                                | 2 – 0                                                                 | Germania Ovest                                                        | Amichevole                                                            | autorete Antón Arieta                                                                          | All:L. Kubala Cap:A. Amaro                                            |
| 22/04/1970                                                            | Losanna                                                               | Svizzera                                                              | 0 – 1                                                                 | Spagna                                                                | Amichevole                                                            | José Francisco Rojo                                                                            | All:L. Kubala Cap:A. Amaro                                            |
| 28/10/1970                                                            | Saragozza                                                             | Spagna                                                                | 2 – 1                                                                 | Grecia                                                                | Amichevole                                                            | Luis Aragonés Quini                                                                            | All:L. Kubala Cap:A. Amaro                                            |
| 11/11/1970                                                            | Siviglia                                                              | Spagna                                                                | 3 – 0                                                                 | Irlanda del Nord                                                      | Amichevole                                                            | Carles Rexach José Martínez Sánchez Luis Aragonés                                              | All:L. Kubala Cap:L. Aragonés                                         |
| Totale                                                                |                                                                       | Presenze                                                              | 57                                                                    |                                                                       | Reti                                                                  | 83                                                                                             |                                                                       |